# 宮井陸郎
宮井 陸郎（みやい りくろう、1940年 〈昭和15年〉3月13日 - 2022年〈令和4年〉3月17日 ）は、日本の映像作家、アーティスト。島根県出身。父は、夏目漱石研究家の宮井一郎。

## 経歴・人物
1960年代に「映像芸術の会」に参加するとともに「現象野郎」を名乗り「ユニットプロ」を主宰。フーテンを集めてアングラ・サイケデリックショー等を催した。拡張映画、環境映画としての映像作品を発表、アンダーグラウンドシーンを牽引する。
自身の関心から当時ヌーヴェルヴァーグへ影響を与えていた「シネマ・ヴェリテ」の手法にならい、2台のプロジェクターを使用する代表作「時代精神の現象学」（1967年）などを製作する。
大丸ミュージアム（東京、神戸）での「アンディ・ウォホール展」(1974年)の企画などプロデューサーとしても活動した。
1976年インドへ渡り瞑想やヨガを学び、インド人グルのバグワン・シュリ・ラジニーシに弟子入りしスワミ・アナンド・シャンタンの名を授かり、帰国後の1979年に東京都西荻窪のアナンドニケタン瞑想センターを設立した。また、ラジニーシの絵画を日本でシルクスクリーン版画にする「第1集シグニチャーシリーズ」（全21作品）のプロデュースを牽引。1991年以降、再びインド、ネパール、タイなどに滞在。2008年に帰国。

## 著書・作品
- 『映像と音でバックするキネディックなエレクトロニクス・エンヴァイラメント』1967年
- 『横尾ちゃん、だーいすき』1969年
- （中西研二との共著）『なんにも、ない。』ヒカルランド、2019年12月